# Feel fine!
〈Feel fine!〉(필 파인!)은 쿠라키 마이의 12번째 싱글이다. 2002년 4월 24일에 기자 스튜디오에서 발매됐다. CD 코드는 GZCA-2037.

## 개요
오리콘 주간 초트에서 첫 등장 2위를 획득하고, 일본의 음악가로서 첫 등장 2위의 횟수가 역대 1위가 되었다.
〈Feel fine!〉는 시 브리즈의 CM송에 사용됐다. CM에는 쿠라키 본임도 출연하고 있다. 프로모션 비디오가 2종류 있으며, hills빵공장Cafe에서 촬영된 Cafe ver.에서는 당시의 기자 스튜디오 소속 음악가였던, 아이우치 리나, 우에하라 아즈미, 사에구사 유카나 2012년에도 소속하는 가넷 크로우의 나카무라 유리 등이 다수 출연하고 있다. 덧붙여서, 이 프로모션 비디오 중에 인형옷을 입고 춤추고 있는 것은 작곡가의 오노 아이카이다. 곡 중에서는 바이크의 효과음 등을 사용하고 있다. Cafe ver.은 발매 당시에는 음악 방송 등에서 방송되고 있었지만, 현재 미상품화이다.
10주년을 기념한 베스트 음반 《ALL MY BEST》를 PR할 때에는 〈Love, Day After Tomorrow〉〈Stay by my side〉〈Secret of my heart〉〈Stand Up〉과 함께 소개되고 있는 것으로부터, 이 곡도 대표곡으로 들고 있다. 또, 대부분의 그녀의 소개 문에서는 위에서 말한 4곡과 해당곡의 합계 5곡을 대표곡으로 들고 있다. .
누계매상장수는 60만장.

## 수록곡
1. Feel fine! (4:50)
  - 작사: 쿠라키 마이, 작곡 · 편곡: 토쿠나가 아키히토
2. Rescue Me (4:26)
  - 작사: 쿠라키 마이, YOKO Black. Stone, 작곡 · 편곡: YOKO Black. Stone
3. Mai-K Dub Edition (K.F.A. Discotheque Master Mix) (5:04)
4. Feel fine! (Instrumental)

## 참가 음악가
- 쿠라키 마이: 코러스
- 토쿠나가 아키히토: 코러스 (#1)
- 7th Beat: 코러스 (#1)
- David C. Brown: 보이스 (#1)
- YOKO B. Stone: 코러스 (#2)

## 타이업
- 시세이도 시브리지 CM송. (#1)

## 수록 음반
- FAIRY TALE (#1)
- GIZA studio Masterpiece BLEND 2002 (#1)
- Wish You The Best (#1)
- GIZA studio 10th Anniversary Masterpiece BLEND: FUN Side (#1)
- ALL MY BEST (#1)
- MAI KURAKI BEST 151A -LOVE & HOPE- (#1)